# Bill Morandi

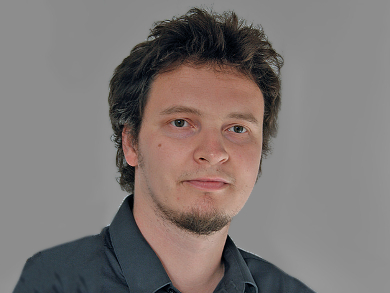
Bill Morandi (ca. 2020)

Bill Morandi (* 1983 in Freiburg im Üechtland) ist ein Schweizer Chemiker (Komplexchemie, Katalyse).
Morandi studierte Biologie an der ETH Zürich mit dem Bachelor-Abschluss 2006 und chemische Biologie mit dem Master-Abschluss 2008 bei Erick M. Carreira, bei dem er auch 2012  in organischer Chemie promoviert wurde. Die Diplomarbeit war über die Decarbonylierung von Aldehyden und in seiner Dissertation entwickelte er neue Synthesemethoden mit in situ präparierten und damit sicherer handhabbaren  Diazoverbindungen. Zu seinen Lehrern an der ETH gehörte auch François Diederich. Als Post-Doktorand war er bis 2014 bei Robert Grubbs am Caltech. Dort arbeitete er an der Entwicklung effizienter katalytischer Oxidationsreaktionen an internen Alkenen und deren Regioselektivität. 2014 wurde er Max-Plack-Forschungsgruppenleiter am Max-Planck-Institut für Kohlenforschung in Mülheim. 2018 wurde er Professor für synthetische organische Chemie an der ETH Zürich.
Er arbeitet an neuartigen Katalysen die weithin verfügbare organische Verbindungen wie Kohlenwasserstoffe und Polyole in Bausteine für Polymere und Anwendungen in Medizin und Materialwissenschaften umwandeln. Morandi führte das Konzept der Shuttle-Katalyse ein, um gefährliche Substanzen wie Cyanwasserstoff bei organischen Synthesen sicherer zu handhaben und funktionelle Gruppen zu übertragen. Damit würde auch ein stärkerer Einsatz der Hydrocyanierung, die vor allem in der großindustriellen Herstellung von Polyamiden angewandt wird, auf industrielle Herstellungsverfahren in kleinerem Maßstab (für Feinchemikalien) wirtschaftlich möglich. Bei der Shuttle-Katalyse wird eine funktionelle Gruppe mit dem als Überträger (Shuttle) fungierenden Katalysator übertragen. Im Fall der Hydrocyanierung wird der Cyanwasserstoff so gasfrei und reversibel zwischen Aldehyden und Nitrilen übertragen. Vorbild war die H2-gasfreie Transfer-Hydrierung nach Ryōji Noyori. Neben der Übertragung gefährlicher Reaktionspartner kann die Shuttle-Katalyse auch der Übertragung hochreaktiver Substanzen dienen. Das Konzept ist auch ein Beitrag zur grünen Chemie.
2017 erhielt er den Chemie-Preis der Akademie der Wissenschaften zu Göttingen für  Beiträge zur reversiblen Transfer-Katalyse (Laudatio). Er erhielt 2017 einen ERC Starting Grant, den Hoechst Dozentenpreis der Aventis Foundation, den Novartis Early Career Award in Organischer Chemie und den ADUC-Preis und 2016 den Bayer Early Excellence in Science Award und den Ruzicka-Preis. 2013 erhielt er die ETH-Medaille. 2018 erhielt er den Carl-Duisberg-Gedächtnispreis.

## Schriften (Auswahl)
- mit X. Fang, P. Yu: Catalytic reversible alkene-nitrile interconversion through controllable transfer hydrocyanation, Science, Band 351, 2016, S. 832–836
- mit Benjamin N. Bhawal: Shuttle Catalysis – New Strategies in Organic Synthesis, Chem. Eur. J., Band 23, 2017, S. 12004–12013
- mit Yong Ho Lee: C–H carbonylation: In situ acyl triflates ace it, Nat. Chem., Band 10,  2018, S. 116–117
- Suzanne Willems, Bill Morandi: Auf dem Weg zu sicheren chemischen Reaktionen: Die Cyanwasserstoff-freie Hydrocyanierung durch „Shuttle-Katalyse“, Forschungsbericht Max-Planck-Gesellschaft 2017